# Snocross

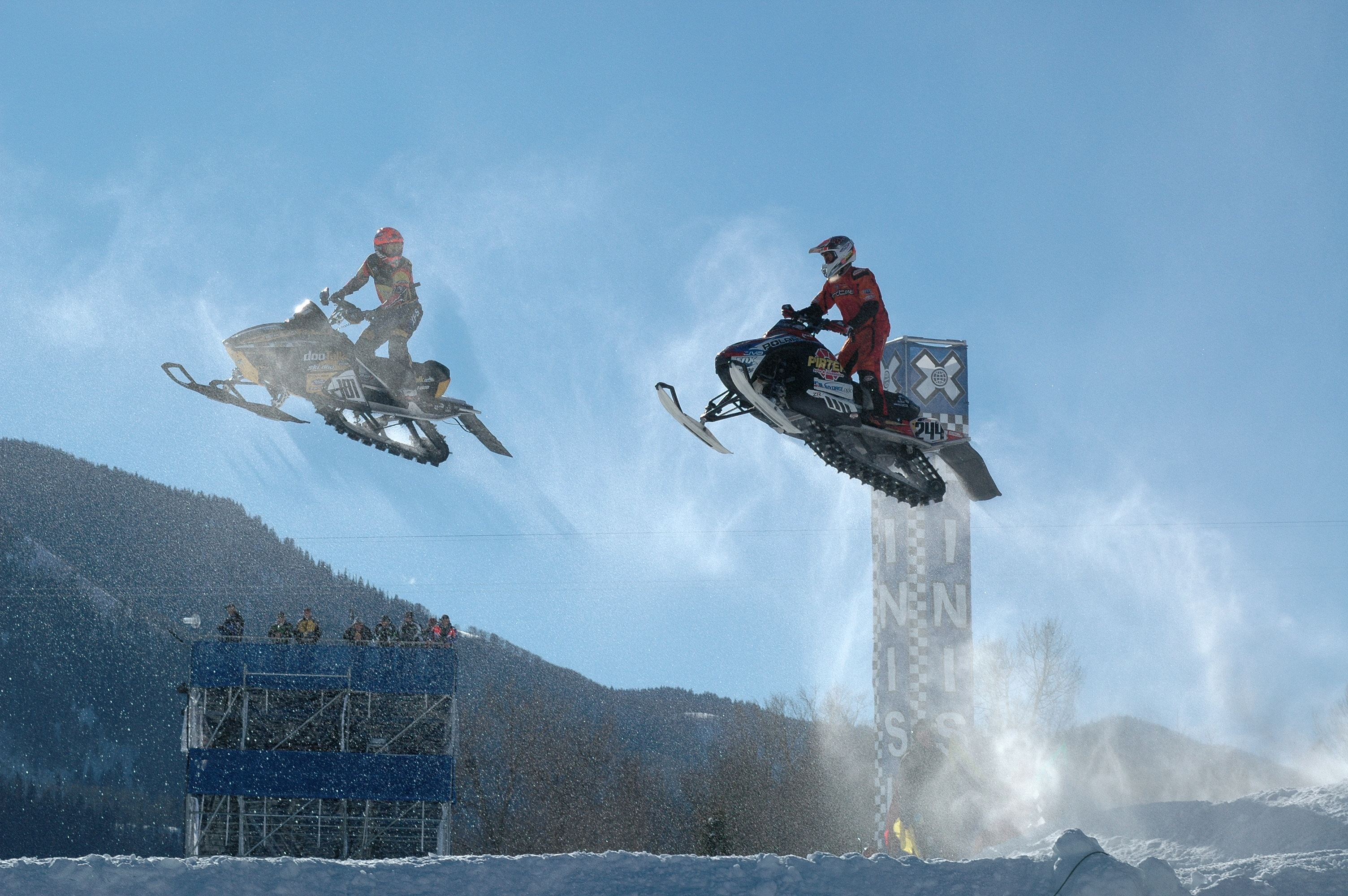
El crucenieve en los X Games de 2007.

El snocross o snowcross es una modalidad de motociclismo realizada mediante vehículos de nieve sobre pistas recubiertas de nieve, hechas artificialmente. Los corredores alcanzan velocidades hasta de 100 kilómetros por hora. Los saltos son hasta 9 metros, así que los corredores viajan hasta 40 metros sobre el aire antes de llegar al suelo.

## Equipamiento
Las motonieves varían significativamente dependiendo de su clase. Los conductores usualmente requieren usar un casco, guantes, gogles, botas, espinilleras, coderas, cuellera, rodilleras y un protector pectoral. A los conductores sancionados se les es requerido que sus trajes y casco tengan un color naranja brillante.
- Wikimedia Commons alberga una categoría multimedia sobre Snocross.

- Datos: Q4808504
- Multimedia: Snocross / Q4808504